# ハノーファー条約 (1710年)
ハノーファー条約（ハノーファーじょうやく、英語: Treaty of Hanover）は、大北方戦争中の1710年7月3日に締結された条約。
条約により、ロシア・ツァーリ国とブラウンシュヴァイク＝リューネブルク（ハノーファー家）の同盟が成立した。
この条約が締結されたとき、ハノーファーは神聖ローマ帝国内の小国だったが、ハノーファー選帝侯ゲオルク1世ルートヴィヒは後にグレートブリテン王になる。